# Catarina Costa
Catarina Costa (* 21. September 1996 in Coimbra) ist eine portugiesische Judoka. 2021 wurde sie Olympiafünfte. Bei Europameisterschaften gewann sie bis 2024 zweimal Silber und einmal Bronze.

## Sportliche Karriere
Catarina Costa kämpfte im Jugendbereich in der Gewichtsklasse bis 44 Kilogramm. 2014 war sie Fünfte bei den Junioren-Europameisterschaften und bei den U21-Weltmeisterschaften.
Seit Ende 2014 kämpft sie im Superleichtgewicht, der Gewichtsklasse bis 48 Kilogramm. 2018 gewann sie das Grand-Prix-Turnier in Antalya. Bei den Weltmeisterschaften 2018 in Baku verlor sie im Viertelfinale gegen die Mongolin Mönchbatyn Urantsetseg und bezwang in der Hoffnungsrunde die Spanierin Julia Figueroa. Im Kampf um eine Bronzemedaille unterlag sie der Argentinierin Paula Pareto. 2019 belegte sie sowohl beim Grand Slam in Düsseldorf als auch beim Grand Slam in Baku den dritten Platz. Bei den im Rahmen der Europaspiele 2019 in Minsk ausgetragenen Europameisterschaften unterlag sie im Halbfinale der Russin Irina Dolgowa und im Kampf um Bronze Julia Figueroa. Bei den Weltmeisterschaften 2019 unterlag sie in der zweiten Runde der Ukrainerin Darja Bilodid. Im Oktober 2019 besiegte sie beim Grand Slam in Brasília im Halbfinale die Deutsche Katharina Menz und im Finale die Brasilianerin Gabriela Chibana.
Nach der Zwangspause wegen der COVID-19-Pandemie schied Costa sowohl bei den Europameisterschaften 2020 in Prag als auch bei den Europameisterschaften 2021 in Lissabon im Achtelfinale aus. Auch bei den Weltmeisterschaften 2021 in Budapest war für sie im Achtelfinale das Turnier zu Ende. Bei den Olympischen Spielen in Tokio erreichte Costa das Viertelfinale und unterlag dort der Ukrainerin Darja Bilodid. Nach einem Sieg in der Hoffnungsrunde gegen die Argentinierin Paula Pareto verlor sie den Kampf um Bronze gegen die Mongolin Mönchbatyn Urantsetseg. Ende 2021 siegte Costa bei den portugiesischen Meisterschaften.
Bei den Europameisterschaften 2022 in Sofia erreichte Costa das Finale und unterlag dann der Französin Shirine Boukli. 2023 bei den Europameisterschaften in Montpellier trafen die beiden im Finale erneut aufeinander und wieder siegte Boukli. 2024 bei den Europameisterschaften in Zagreb unterlag Costa im Viertelfinale der Israelin Tamar Malca. Mit zwei Siegen in der Hoffnungsrunde erkämpfte Costa die Bronzemedaille. Bei den Olympischen Spielen in Paris schied sie in der zweiten Runde aus.